# Krirkkrai Jirapaet
Krirkkrai Jirapaet (1943) es un político y economista tailandés.
Licenciado en Ciencias Políticas por la Universidad de Chulalongkorn y máster en Economía por la Universidad de Sídney. Cursó también estudios en Japón y en la Universidad de Oxford.
Ingresó en la administración pública en 1967, en el Departamento de Cooperación Técnica y Económica de la oficina del primer ministro, donde permaneció 14 años. Después fue director de la agencia Thai News Agency. En 1982 comenzó a trabajar en la Oficina Permanente del Ministro de Comercio, llegando a vicedirector general a finales de la década de los 90 y director general entre 1993 y 1996. Ha trabajado para la ASEAN y la APEC y ha participado en diversas negociaciones bilaterales y multilaterales de Tailandia en foros mundiales sobre materias económicas, como la Ronda de Uruguay. Ha sido embajador de Tailandia en la Organización Mundial del Comercio hasta 1999.
Desde entonces ha ocupado diversos puestos de responsabilidad en los sucesivos gobiernos como director general en el Ministerio de Comercio y de asesor en la Oficina del primer ministro.
Después del golpe de Estado en Tailandia en 2006, fue nombrado Ministro de Comercio en el gobierno interino.